# Condado de Macuriges
El condado de Macuriges es un título nobiliario español creado por Real decreto de Carlos III el 29 de mayo de 1765 con el subsecuente Real despacho de 28 de junio siguiente, a favor de Lorenzo de Montalvo-Ruiz de Alarcón y Montalvo, intendente y comisario ordenador de guerra y marina, ministro de la Fábrica de Bajeles de la Real Hacienda y Cajas de La Habana y Caballero de la Orden de Santiago.

## Condes de Macuriges
|                                 | Titular                                            | Periodo                 |
| Creación por Carlos III         | Creación por Carlos III                            | Creación por Carlos III |
| ------------------------------- | -------------------------------------------------- | ----------------------- |
| I                               | Lorenzo de Montalvo-Ruiz de Alarcón y Montalvo     | 1765-1778               |
| II                              | José Rafael Montalvo Bruñón de Vértiz              | 1779-1793               |
| III                             | Lorenzo Montalvo y Sotolongo                       | ¿?-¿?                   |
| IV                              | Ramón Montalvo y Fernández de Guevara              | 1819-1860               |
| Rehabilitación por Alfonso XIII |                                                    |                         |
| V                               | Gonzalo María Montalvo y Mantilla de los Ríos      | 1891-1902               |
| VI                              | Gonzalo Benito de Montalvo y Soler                 | 1903-1924               |
| VII                             | José María de Montalvo y Orovio                    | 1924-1936               |
| VIII                            | María de la Soledad Montalvo y González de Careaga | 1956-2021               |
| IX                              | María el Pilar Montalvo y González de Careaga      | 2022                    |
| X                               | María Begoña de Rotaeche Montalvo                  | 2023-actual titular     |

## Historia de los condes de Macuriges
- Lorenzo de Montalvo-Ruiz de Alarcón y Montalvo (Valladolid, 9 de agosto de 1704-La Habana, 9 de diciembre de 1778), I conde de Macuriges.[1]

Casó en primeras nupcias el 7 de febrero de 1735, en la catedral de La Habana, con Maríana Magdalena Bruñón de Vértiz (1712-1740). Contrajo un segundo matrimonio en la catedral de La Habana el 5 de diciembre de 1743 con Teresa Josefa de Jesús Ambulodi y Arriola (1713-1794). De su segundo matrimonio nació el I conde de Casa Montalvo. En el condado de Macuriges, sucedió su hijo del primer matrimonio:
- José Rafael Montalvo Bruñón de Vértiz (La Habana, 19 de mayo de 1760-9 de septiembre de 1793), II conde de Macuriges,[4] teniente de navío de la Real Armada, alcalde ordinario de La Habana, maestrante de Ronda.[4]

Casó el 5 de febrero de 1758, en la Catedral de La Habana, con Ana Josefa Sotolongo y González-Carvajal.  Le sucedió su hijo:
- Lorenzo Montalvo y Sotolongo (n. La Habana, 19 de mayo de 1760-¿?), III conde de Macuriges.[3][5]

Casó con María Ana Fernández de Guevara y García, natural de Madrid.  Sucedió su hijo:
- Ramón Montalvo y Fernández de Guevara (Pamplona, 3 de septiembre de 1847-La Habana, 3 de julio de 1860), IV conde de Macuriges.[5] Al fallecer soltero y sin descendencia, el título fue declarado caduco por real orden de 11 de diciembre de 1861.[5]

Rehabilitado en 1891 por:
- Gonzalo Montalvo y Mantilla de los Ríos (Madrid, 10 de enero de 1862-¿?), V conde de Macuriges,[6] descendiente del segundo matrimonio del I conde de Macuriges.[7]

Casó el 1 de febrero de 1889 con Clara Soler y Baró. Le sucedió su hijo:
- Gonzalo de Montalvo y Soler, VI conde de Macuriges por real carta de sucesión de 1903.[8][8] Desposeído de este título por sentencia judicial de 1925, a favor de:

- José María de Montalvo y Orovio (1898-1936), VII conde de Macuriges por real carta de sucesión de 17 de diciembre de 1924.[9] Era hijo de José de Jesús Montalvo y de la Cantera VI conde de Casa Montalvo y de María de la Trinidad Orovio y Paternina.[10]

Casó con Josefina González de Careaga y Urigüen. Le sucedió su hija en 1941:
- María de la Soledad Montalvo y González de Careaga (m. Madrid, 23 de enero de 2021[11]), VIII condesa de Macuriges, VII condesa de Casa Montalvo. Sucedió su hermana:

- María del Pilar Montalvo y González de Careaga (m. Madrid, 19 de mayo de 1922[12]), IX condesa de Macuriges y condesa de Casa Montalvo.[13]

Sucedió su hija:
- María Begoña de Rotaeche Montalvo, X condesa de Macuriges.[14]